# Domant Futebol Clube de Bula Atumba
Maillots
Le Domant FC est un club de football angolais basé à Bula Atumba.

## Histoire
En 2015, le Domant FC participe pour la première fois de son histoire à la première division du championnat d'Angola de football.